# Міжнародна Академія Геральдики
Міжнародна Академія Геральдики (фр. L'Académie Internationale d'Héraldique, AIH) міжнародна організація, яка об'єднує фахівців та експертів з геральдики, які представляють різні країни світу, з метою поширення та розвитку цієї науки.
Прийом здійснюється шляхом виборів, а кількість академіків обмежена 99 особами. Кількість асоційованих членів (членів-кореспондентів) не обмежена.

## Історія
Академія заснована в Парижі 9 лютого 1949 року. Її головний офіс працює в Женеві, але академія має бібліотеку в Національному архіві в Парижі.
Генеральна асамблея AIH зазвичай збирається раз на рік. Метою академії є централізація геральдичних досліджень на основі максимально можливого міжнародного співробітництва.

## Члени AIH
Заявки на вступ подаються в письмовій формі та мають бути підтримані членами Ради.
Поточний президент (з 2022 року) — Елізабет Роудс (Велика Британія), генеральний секретар — Пітер Куррілд-Клітгаард.
Голова Українського геральдичного товариства Андрій Гречило був обраний членом-кореспондентом (aih) 2004 року, а 17 серпня 2023 року його обрали академіком (AIH).

## Колоквіуми
Раз на два роки академія проводить Міжнародний геральдичний колоквіум. Останній колоквіум було проведено в Лунді (2023).
15-й — Ксантен (Німеччина), 2007.
16-й — Верв'є (Бельгія), 2009.
17-й — Фрібур (Швейцарія), 2011.
18-й — Стерлінг (Велика Британія), 2013.
19-й — Сен-Жан-дю-Гар (Франція), 2015.
20-й — Копенгаген (Данія), 2017.
21-й — Антверпен (Бельгія), 2019.
22-й — Лунд (Швеція), 16—19 серпня 2023.